# Mario Antonio Andino
Mario Antonio Andino Gómez (San Salvador, El Salvador; 16 de junio de 1936 - San Salvador, El Salvador; 27 de julio de 2014) fue un empresario y político, que también fue exmiembro de la Junta Revolucionaria de Gobierno que se instaló tras el golpe de Estado del 15 de octubre de 1979 y que terminó el 5 de enero de 1980.

## Biografía
Andino nació el 16 de junio de 1936 en el barrio la Vega, San Salvador. Sus padres fueron Teresa y Lisandro Andino. Los estudios de secundaria los realizó en el Colegio García Flamenco, en donde fue electo como Primer bachiller de la República. Gracias a este galardón fue becado por el gobierno para estudiar en Europa. De esa manera Andino Gómez se graduó más tarde en 1961 como ingeniero electricista de la Ecole Polytechnique de la Université de Lausanne en Suiza. Desde entonces se desempeñó en varios cargos a nivel público y privado, entre ellos también la posición de presidente de la Cámara de Comercio e Industria de El Salvador (CCIES).
El 15 de octubre de 1979 Andino fue a integrarse a la corresondiente Junta por el sector privado junto a los coroneles Jaime Abdul Gutiérrez, Adolfo Arnoldo Majano y los civiles Guillermo Ungo y Román Mayorga Quiroz, dos coroneles y tres civiles.Eso se convirtió en un hecho oficial el 17 de octubre. El 5 de enero de 1980 Andino dejó la Junta con los demás civiles, cuando el Alto Mando se negó a parar la represión que hicieron posteriormente contra los movimientos de masas y subordinarse a la Junta.
Falleció en San Salvador a los 78 años de edad. Le sobrevivieron su esposa Fantina, sus 2 hijas y nietos.